# Kickresume
Kickresume je slovenská technologická společnost. Byla založena v roce 2013 se sídlem v Bratislavě. Jejím produktem je webová aplikace pro tvorbu kariérních dokumentů, jako jsou životopisy a motivační dopisy, využívající umělou inteligenci. Součástí platformy jsou také nástroje pro analýzu těchto dokumentů a plánování kariéry, rovněž s využitím umělé inteligence.
V roce 2025 označil americký magazín Forbes Kickresume jako nejlepší nástroj na tvorbu životopisů (Resume Builder) na trhu.
K roku 2025 platformu využilo více než 6 milionů lidí z celého světa, mnozí z nich následně získali práci u významných globálních společností jako Google, Apple, Nike nebo Tesla.
Aplikace zaznamenala největší úspěch především v USA a Asii, kde se nachází téměř dvě třetiny aktivních uživatelů. Kickresume bylo opakovaně citováno jako kariérní expert v médiích jako CNBC, Forbes, SME nebo Aktuality.

## Produkty a aktivity
Kickresume provozuje webovou platformu s několika samostatnými službami, mezi které patří nástroje pro psaní životopisů, motivačních dopisů nebo tvorbu osobních webových stránek. Mezi další produkty patří například nástroj pro analýzu životopisů, který hodnotí kvalitu CV, nebo nástroj určený k přípravě na pracovní pohovor.
Většina těchto nástrojů využívá technologii umělé inteligence, konkrétně jazykové modely GPT od společnosti OpenAI. Tyto nástroje se zaměřují především na podporu uchazečů při tvorbě kariérních dokumentů a plánování profesní dráhy.
Kromě vývoje softwarových nástrojů Kickresume pravidelně provádí průzkumy týkající se kariérních trendů, novinek v zaměstnání nebo pracovních preferencí, které byly citovány v celé řadě mezinárodních médiích jako Forbes, The Telegraph (UK) nebo The Economist.

## Historie
Kickresume bylo založeno v květnu 2013 Tomášem Ondrejkou a Petrem Ďurišem. Původně měla aplikace sloužit pouze pro ně a jejich spolužáky, ale již po několika měsících ji začaly využívat tisíce lidí z celého světa. V roce 2015 společnost získala investici ve výši 100 000 eur od startupového akcelerátoru The Spot Booster, což umožnilo intenzivnější rozvoj a expanzi.
Po roce od ukončení akcelerace mělo Kickresume více než 200 000 registrovaných uživatelů. V roce 2016 Kickresume získalo podporu od Slovak American Foundation v hodnotě 35 000 dolarů na další rozvoj a expanzi do USA. V roce 2020 prošlo Kickresume zásadním redesignem a v roce 2021 spustili mobilní aplikace pro iOS a Android. V roce 2023 začali přidávat nástroje využívající umělou inteligenci.

## Spolupráce
V roce 2017 Kickresume spolupracovalo s vědci z univerzity MIT na validaci nástroje Pymetrics. Pomocí her zkoumali možnosti gamifikace psychologických testů v oblasti personalistiky. Výsledkem bylo vytvoření profilu kognitivních a emočních rysů uchazeče, který si mohl přidat do životopisu.
Kickresume se věnuje také spolupráci s firmami, kterým nabízí vlastní API pro tvorbu životopisů. Tuto službu využívá například rakouský pracovní portál Karriere.at, ekvivalent slovenského portálu Profesia.sk. Od roku 2018 spolupracuje i s organizací ISIC a poskytuje slevy pro studenty a učitele.